# Tota (Kolumbien)
Tota ist eine Gemeinde (municipio) im Departamento Boyacá in Kolumbien am Totasee.

## Geographie
Tota liegt 2870 m über dem Meeresspiegel in der östlichen Kordillere der Anden, 40 km südlich von Sogamoso. Die Durchschnittstemperatur liegt bei 12° Celsius. Die Gemeinde grenzt im Norden an Cuítiva, im Osten und Südosten an Aquitania und im Westen und Südwesten an Pesca.

## Bevölkerung
Die Gemeinde Tota hat 5224 Einwohner, von denen 546 im städtischen Teil (cabecera municipal) der Gemeinde leben (Stand 2019).

## Geschichte
Das Gebiet des heutigen Tota war vor der Ankunft der Spanier von den Chibcha besiedelt. Tota wurde am 1. Februar 1535 von Gonzalo Jiménez de Quesada gegründet.

## Wirtschaft
Die wichtigsten Wirtschaftszweige von Tota sind Landwirtschaft und Rinderproduktion. Insbesondere werden Kartoffeln angebaut.

## Anziehungspunkte
Totasee und Playa Blanca (Weißer Strand)

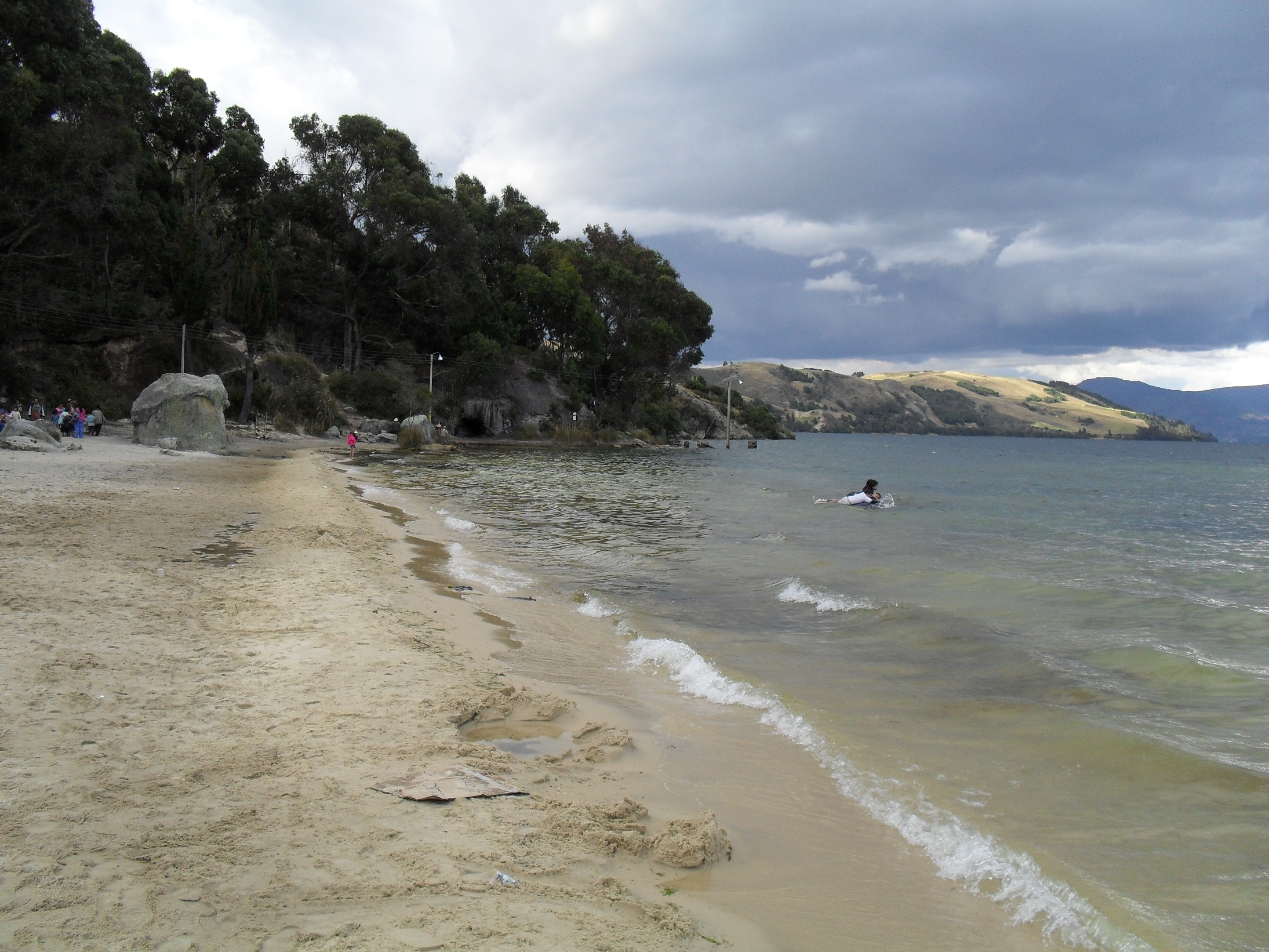
Weißer Strand am Totasee

## Persönlichkeiten
- Miguel Samacá (* 1946), Radrennfahrer